# 乔尔苏巴扎
乔尔苏巴扎（波斯語：‎, Charsu Bazaar），亦称乔尔苏市场、乔尔苏集市、查尔苏市场等，位于乌兹别克斯坦首都塔什干的中心地带，是乌兹别克斯坦乃至中亚地区最大的集市（巴扎）之一。该巴扎以青色圆顶建筑为中心，向外扩展。

## 历史
“乔尔苏”来自波斯语“查尔苏”（波斯語：‎），即波斯語：‎，意为“十字路口”，或者“四条道路交汇处”。这是伊朗、阿富汗即中亚常见的一种位于城市主要交叉路口处的有顶棚的市场，撒马尔罕（乔尔苏 (撒马尔罕)）、浩罕、沙赫里萨布兹等城市亦均有“乔尔苏”。这种街道交会处的中央圆形市场一译“恰尔苏”，可能是11世纪喀喇汗时期成熟的城市形态。
塔什干的乔尔苏巴扎历史悠久，塔什干旧城别纳客忒（Binkat）的一些遗迹可能就在乔尔苏附近。始建于15世纪的霍嘉阿赫拉尔瓦力清真寺（一名主麻清真寺）也建在乔尔苏广场。每到周五的主麻日（礼拜日），乔尔苏巴扎就热闹非凡，礼拜者、购物者集中在乔尔苏。

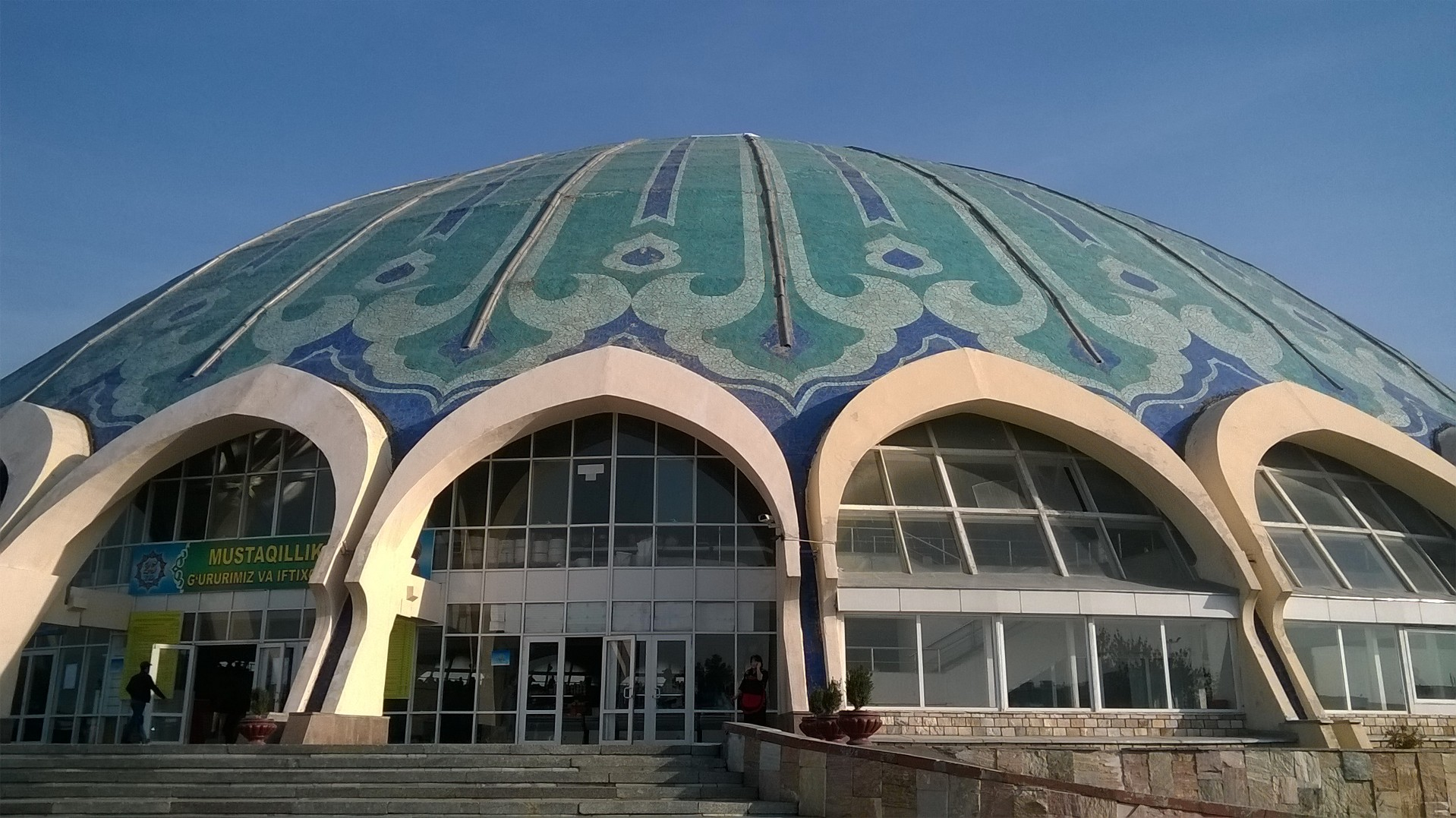
1980年代建成的圆顶

苏联成立之后，因为经济政策的原因，乔尔苏巴扎一度衰败，但之后又慢慢恢复繁荣，现今青色圆顶的主建筑于1980年代建成，设计者是弗拉基米尔·阿济莫夫（Владимир Азимов）和萨比尔·阿迪洛夫（Сабир Адылов）。该圆顶直径约75米。苏联时期，乔尔苏巴扎曾一度被改名为“十月市场”（Октябрьский рынок），后又改回原名。
2004年3月29日，乔尔苏市场内的一家“儿童世界”商店的入口处发生自杀性爆炸事件，30分钟后乔尔苏巴扎附近的公交车站内又有人引爆身上的炸弹，约一小时后，乔尔苏市场隔壁的库克里达希经学院附近又发生自杀性爆炸事件，这一连串的事件共造成19人死亡，26人受伤，袭击者可能是乌兹别克斯坦伊斯兰运动成员。

## 画廊

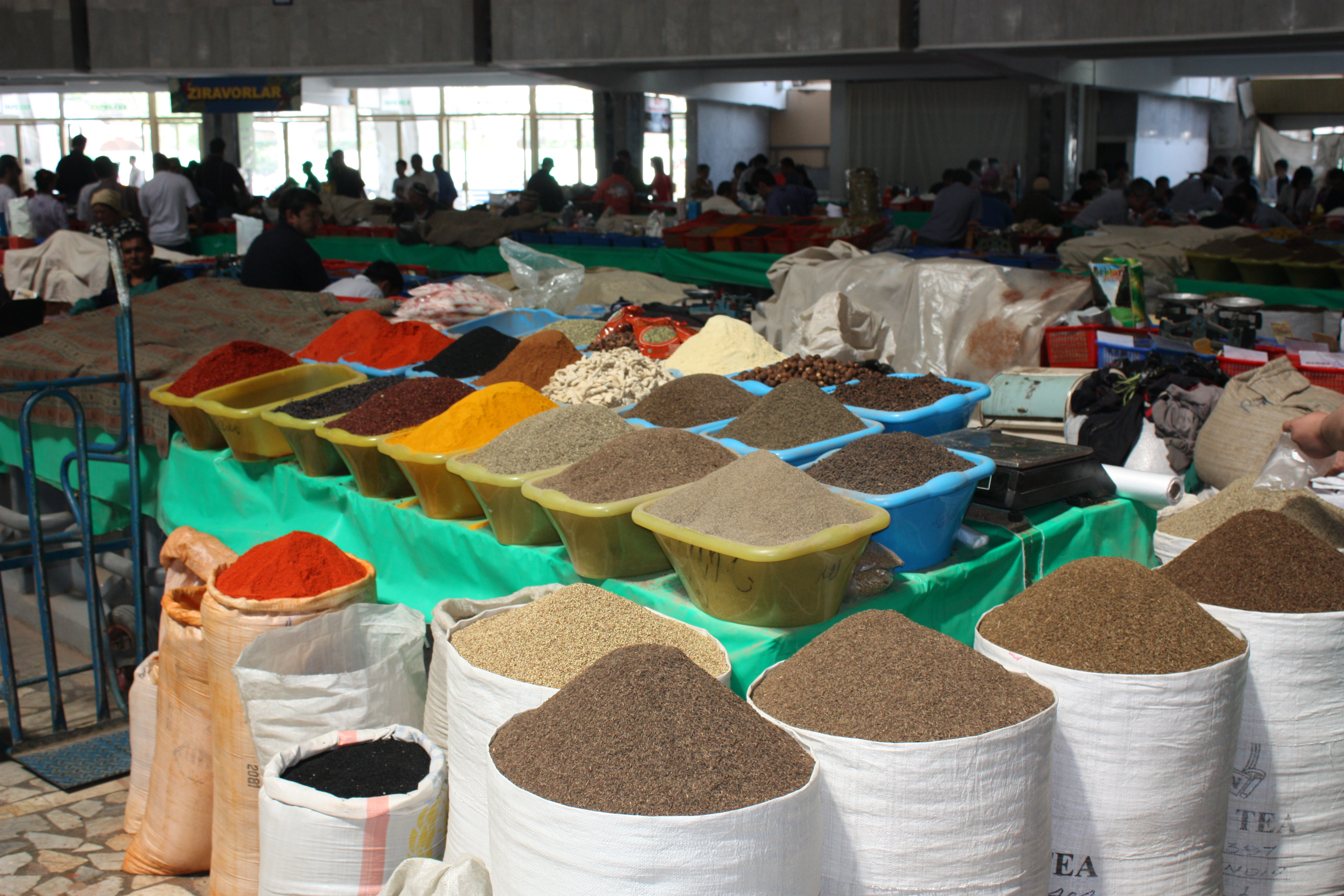
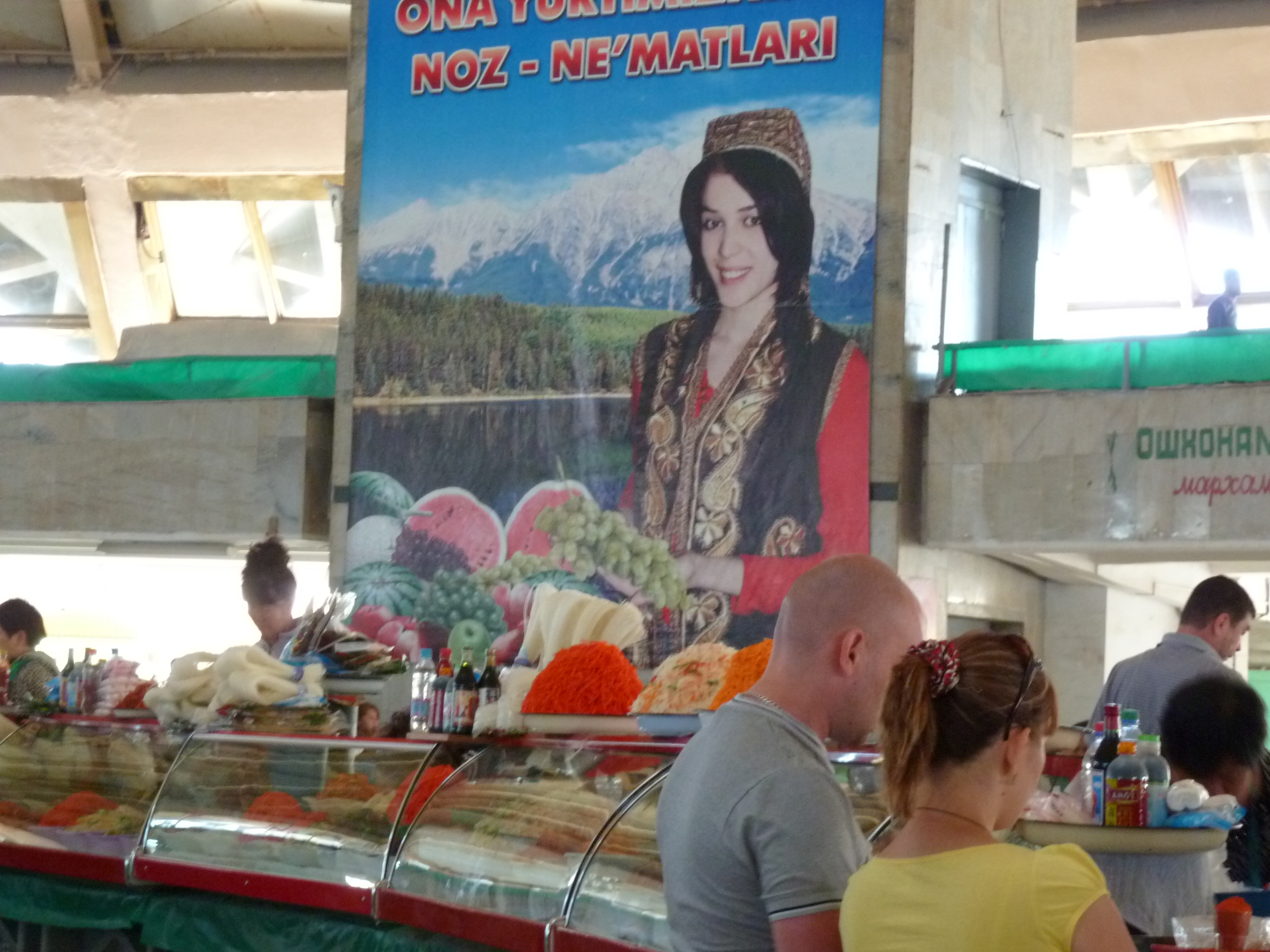
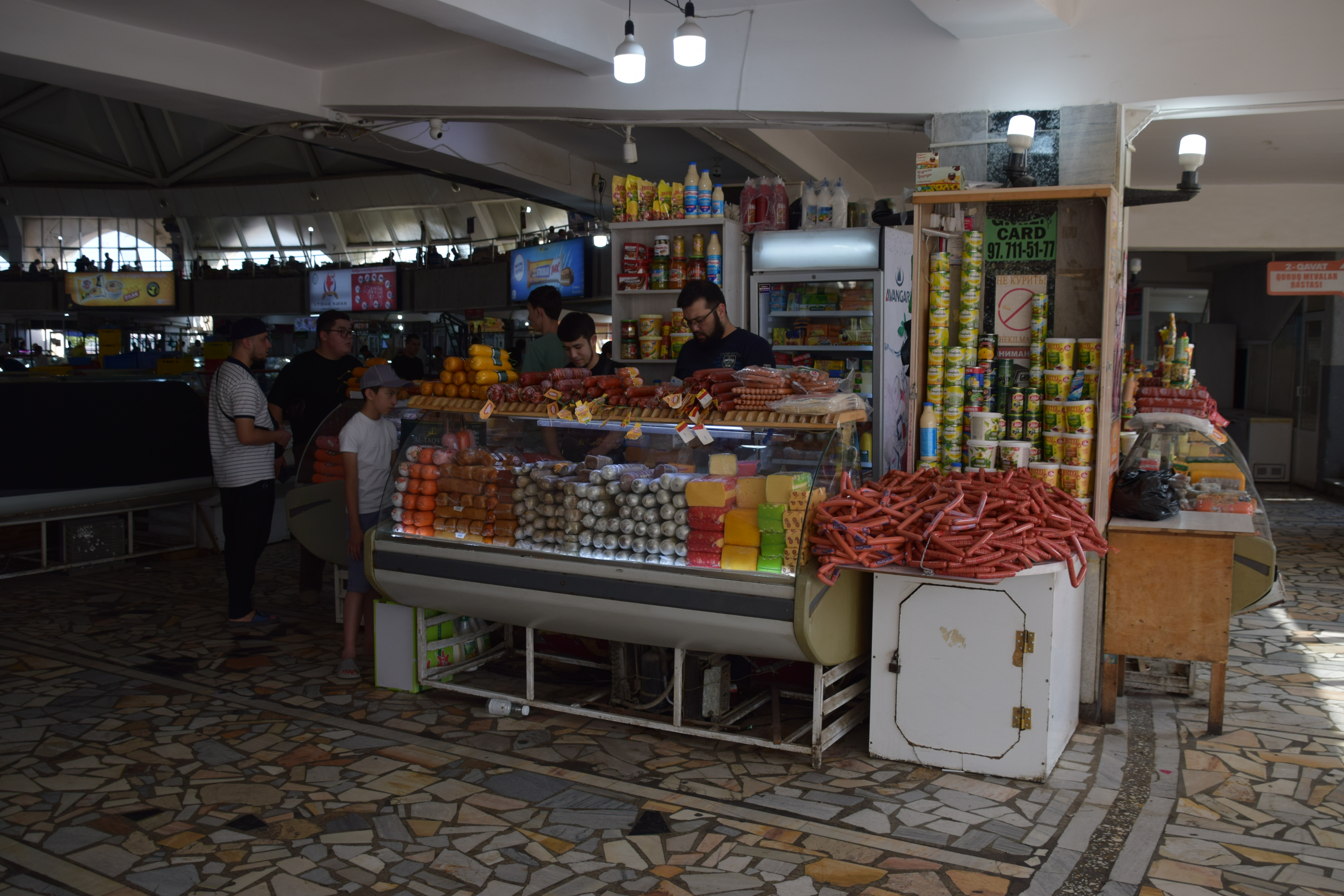
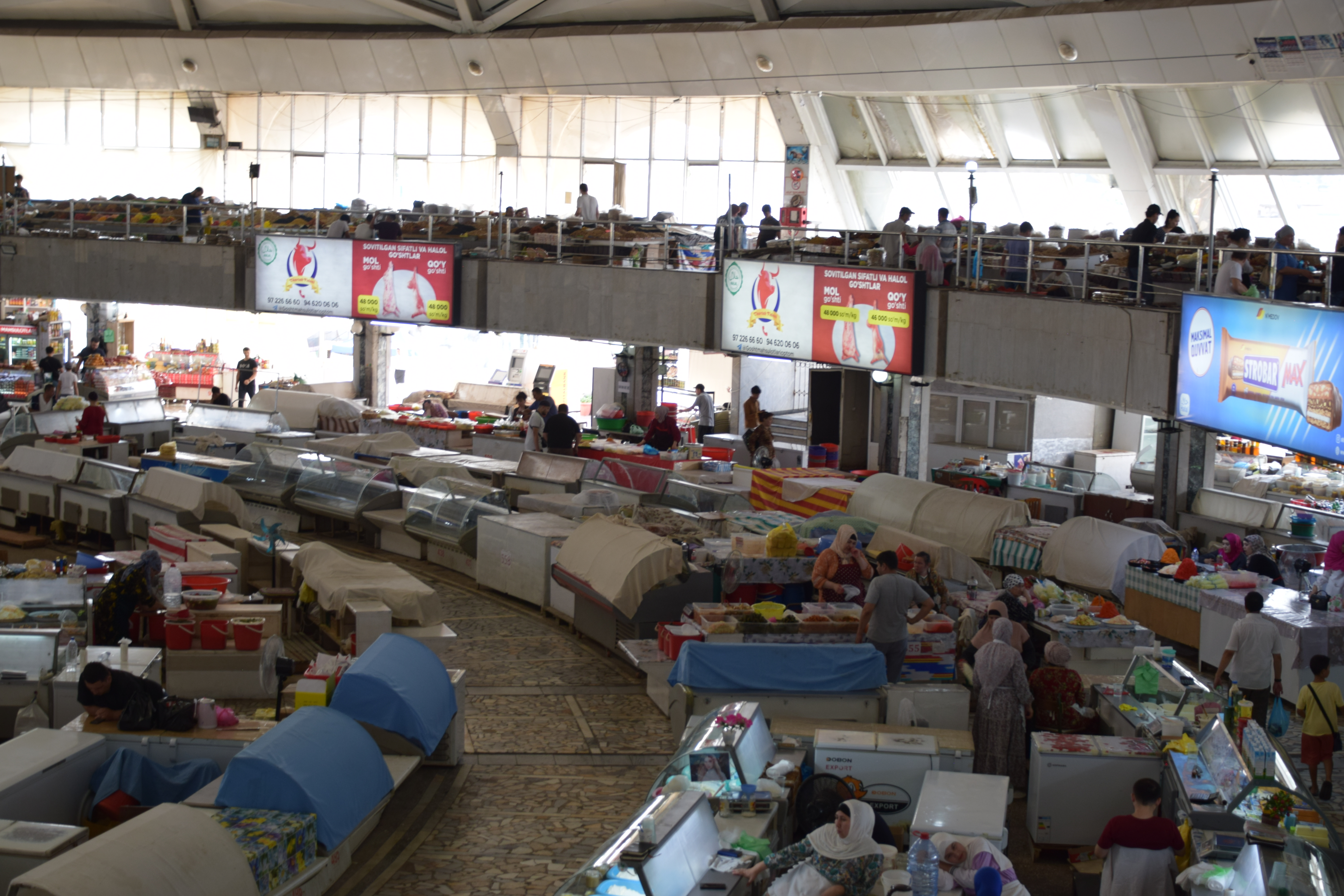
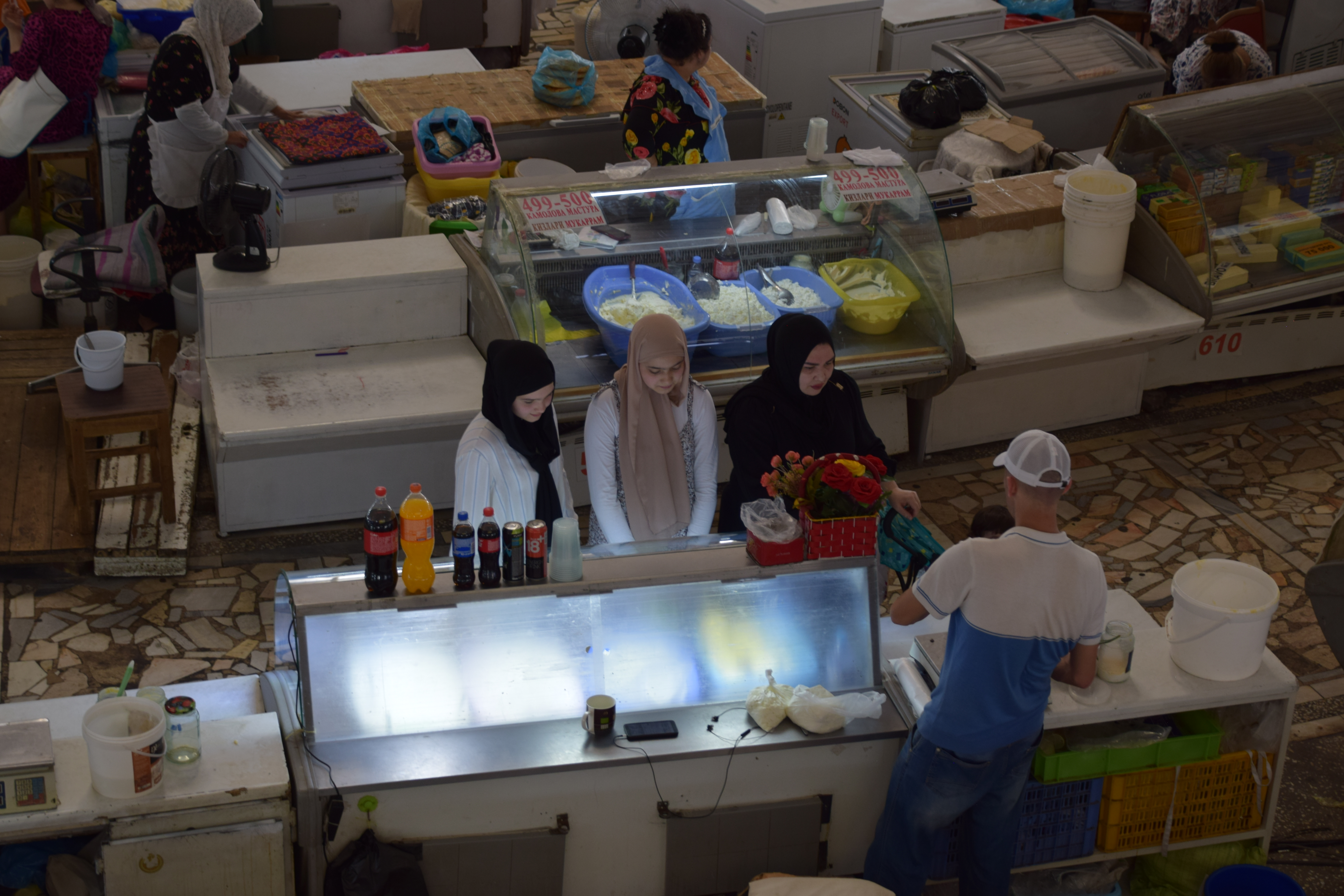
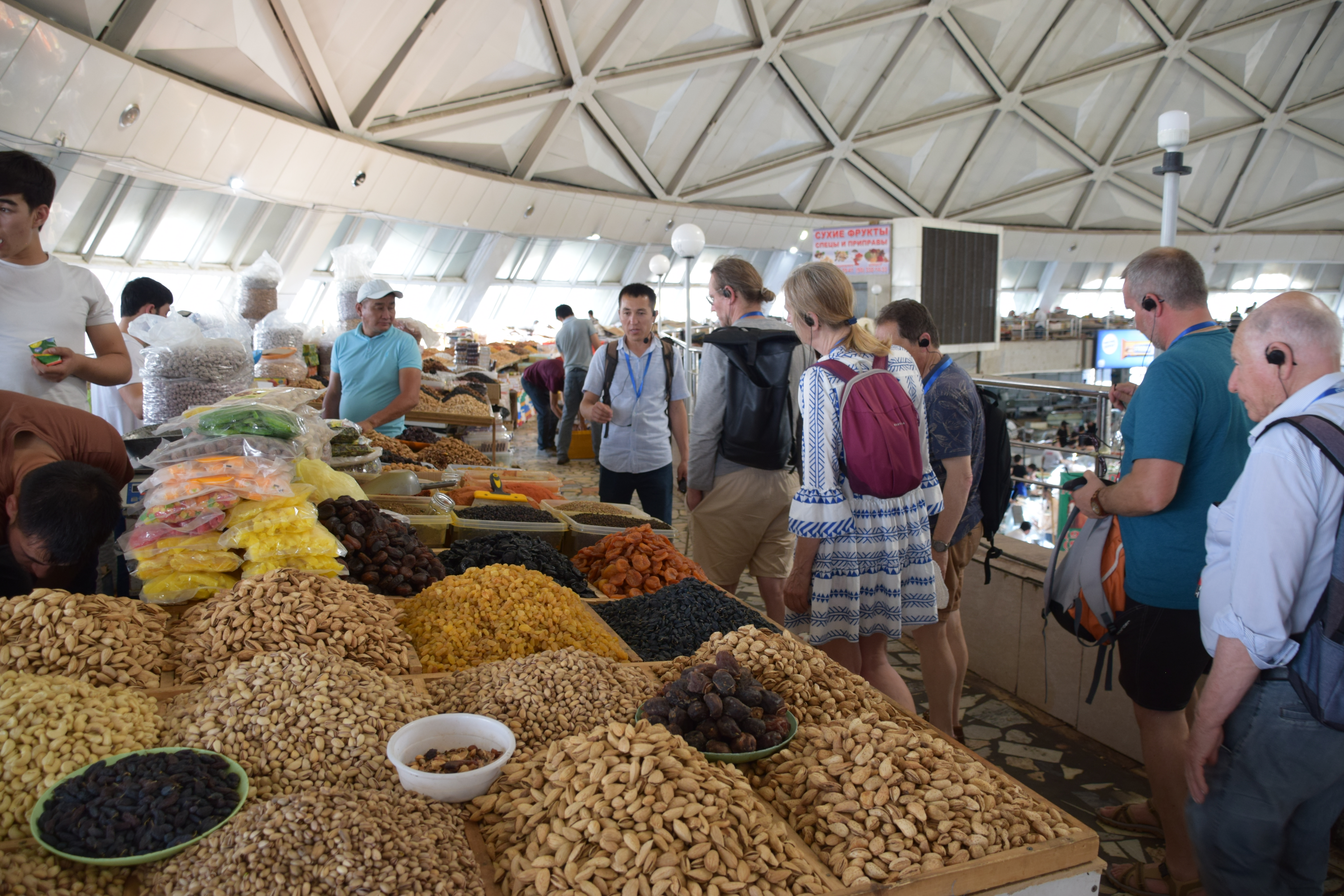
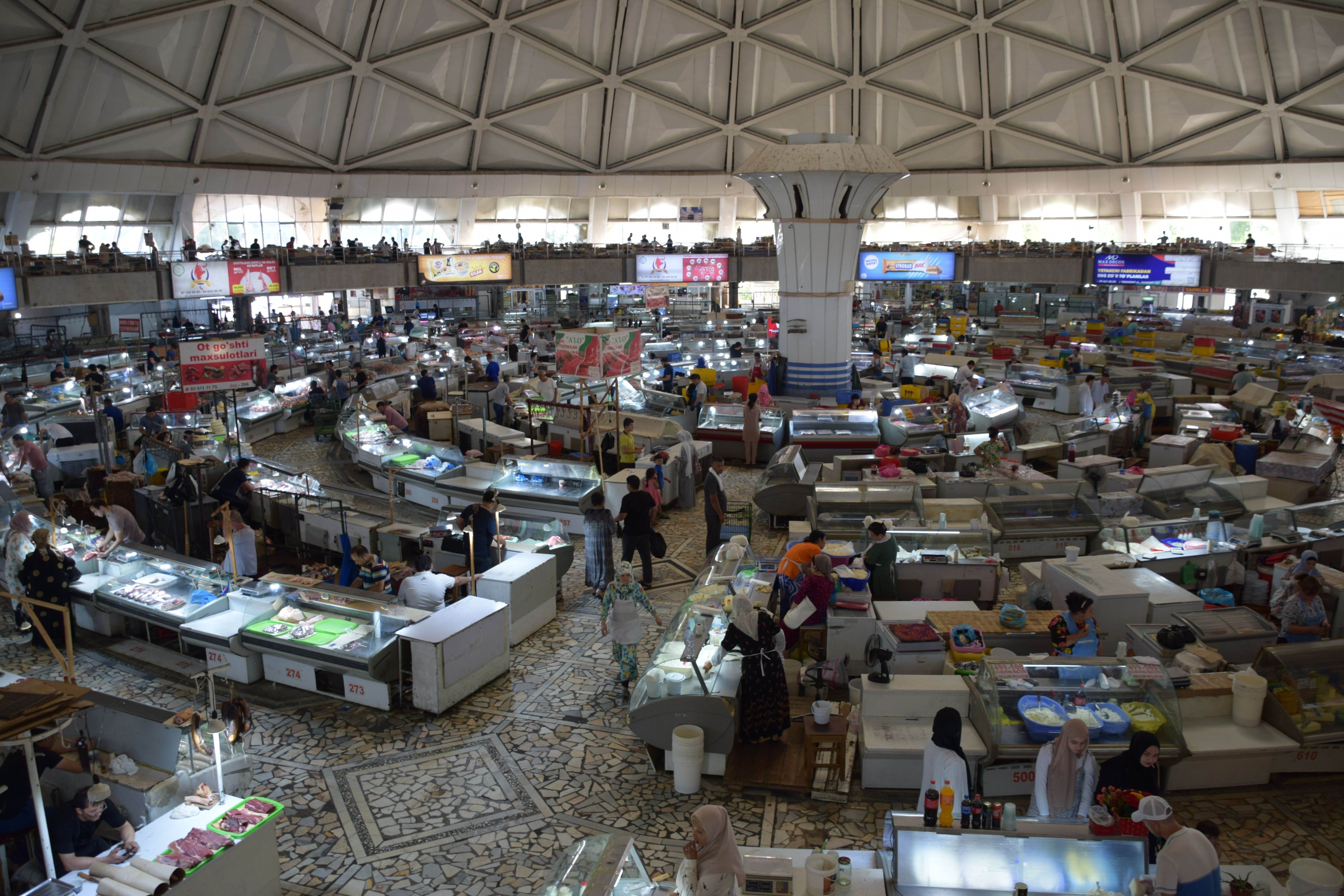
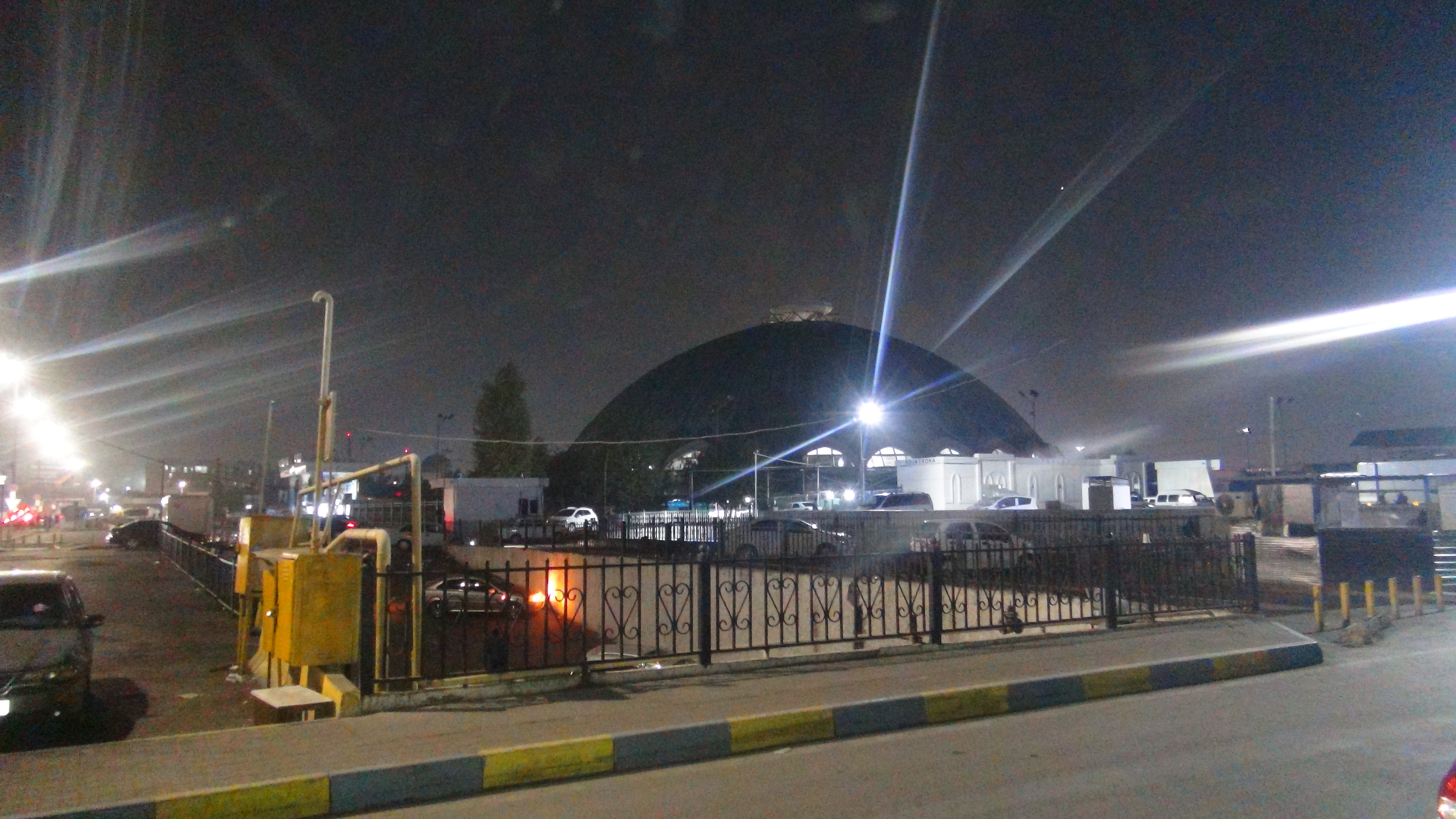
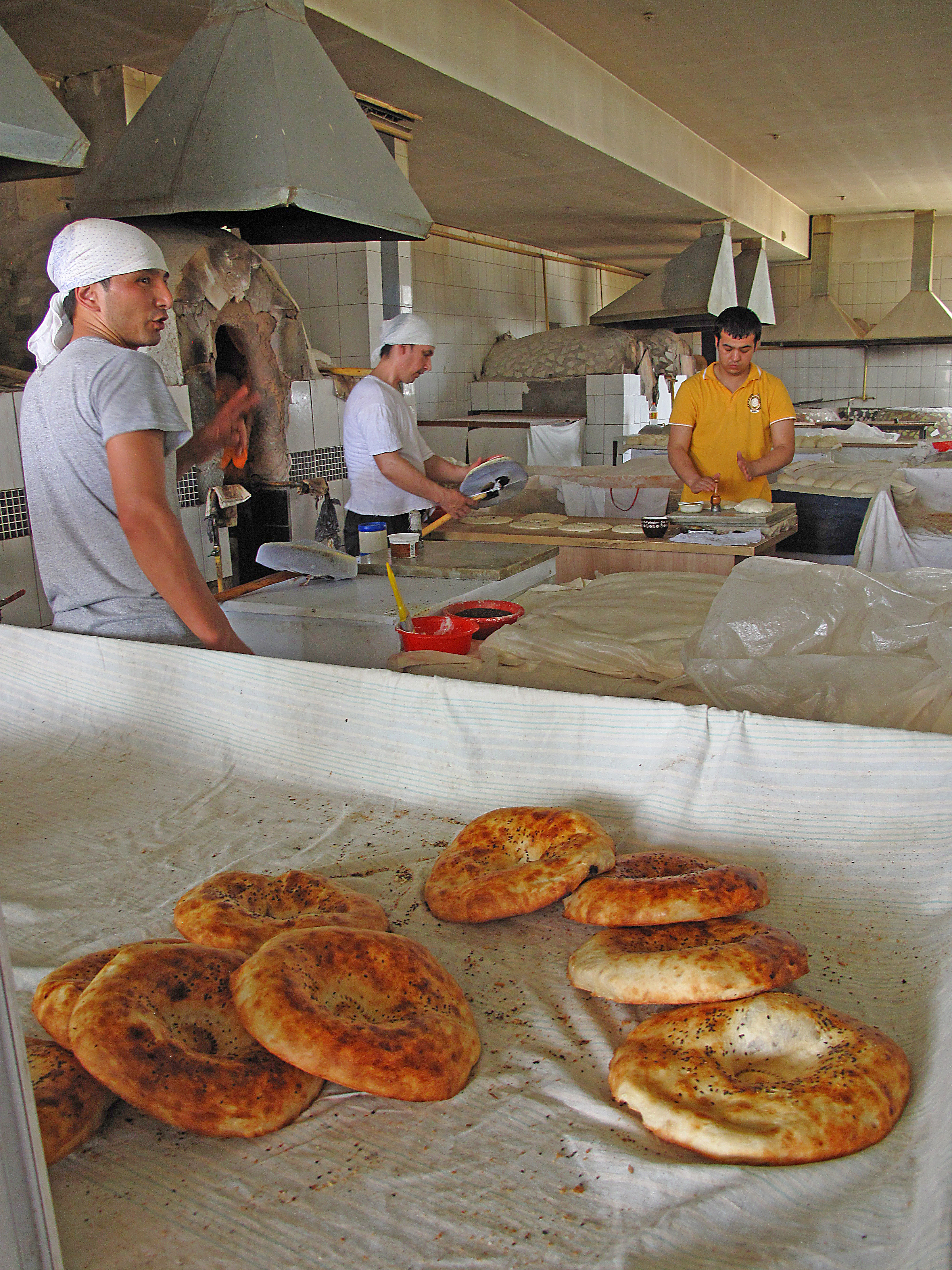
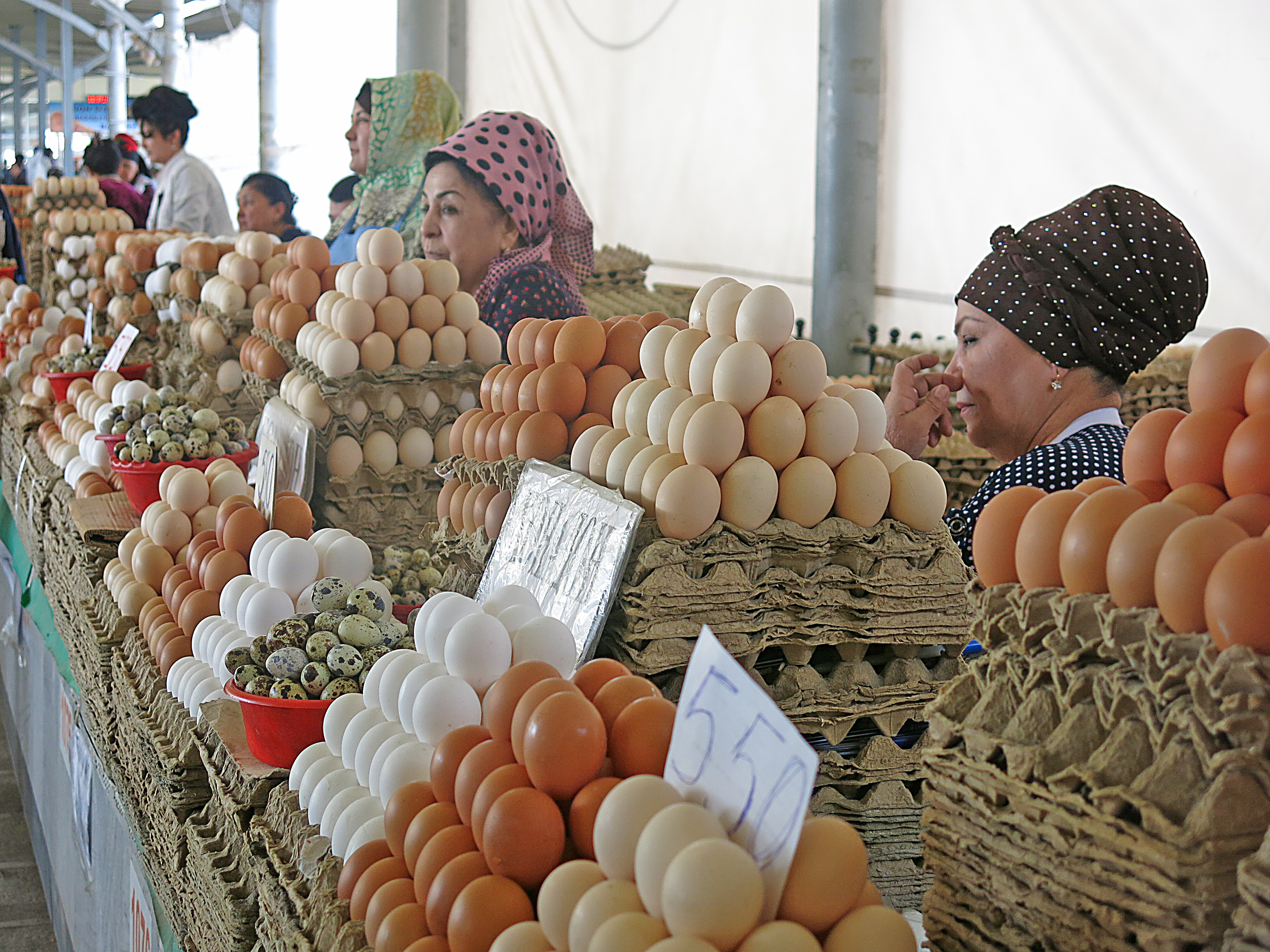
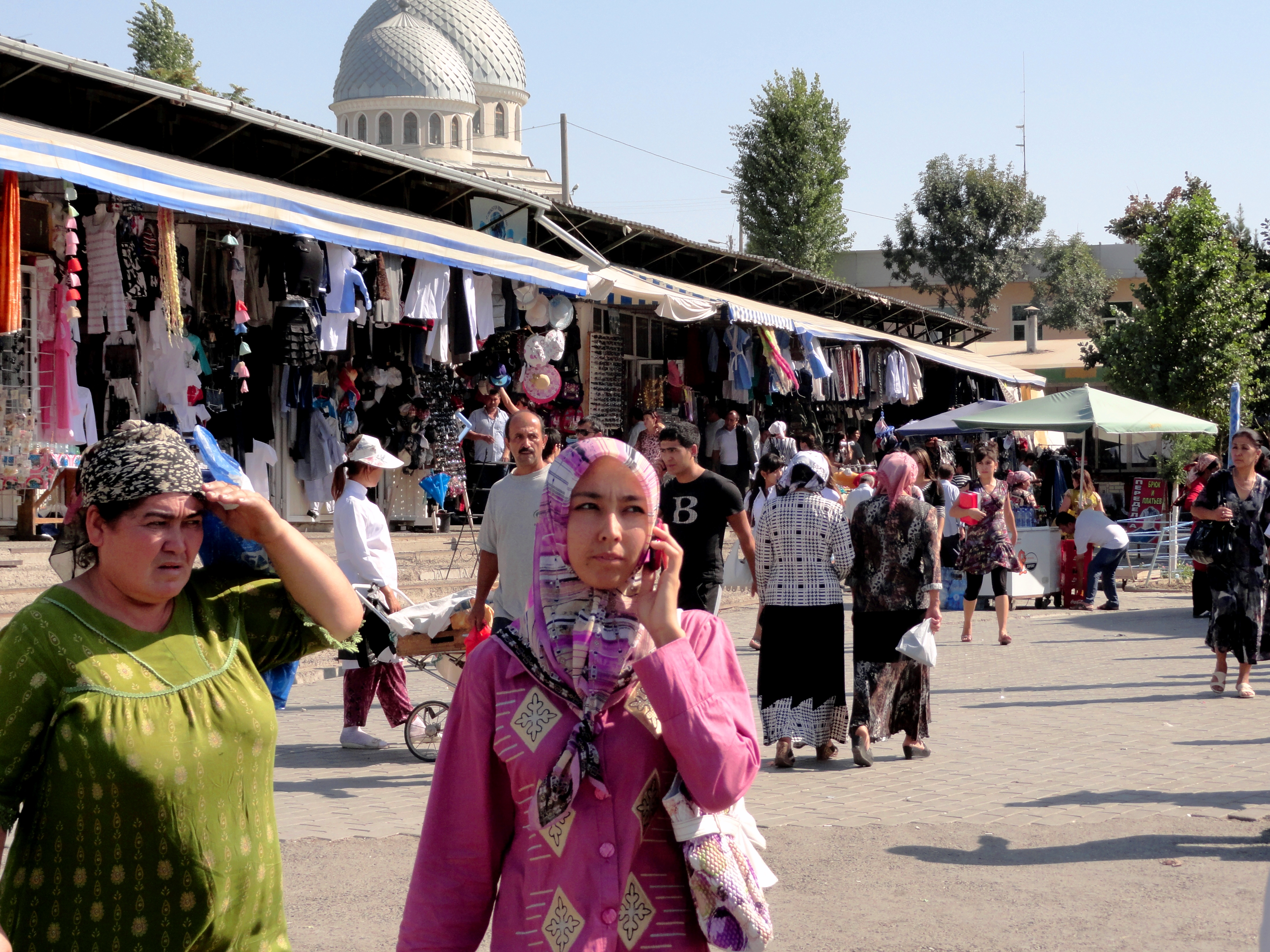
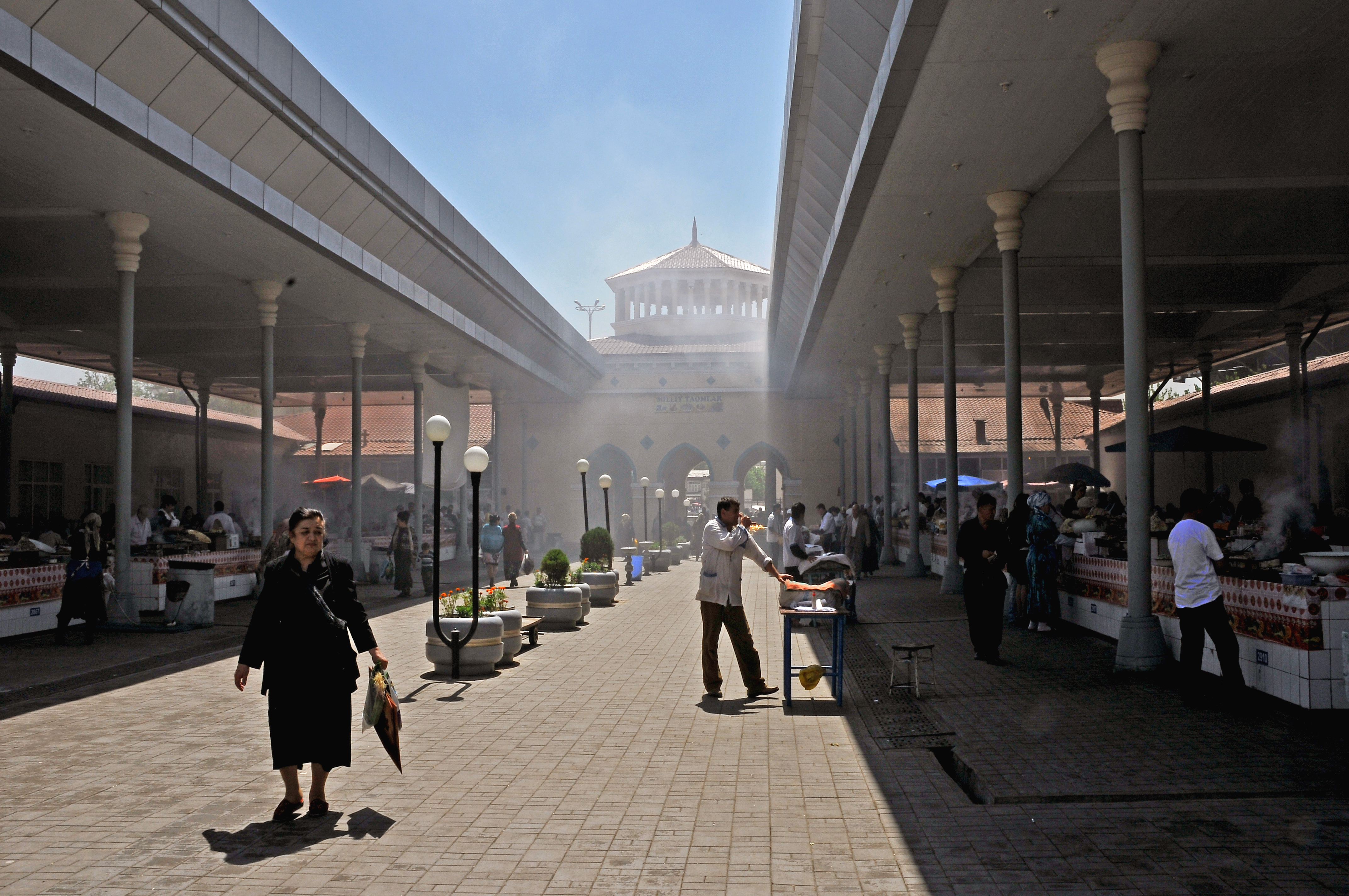
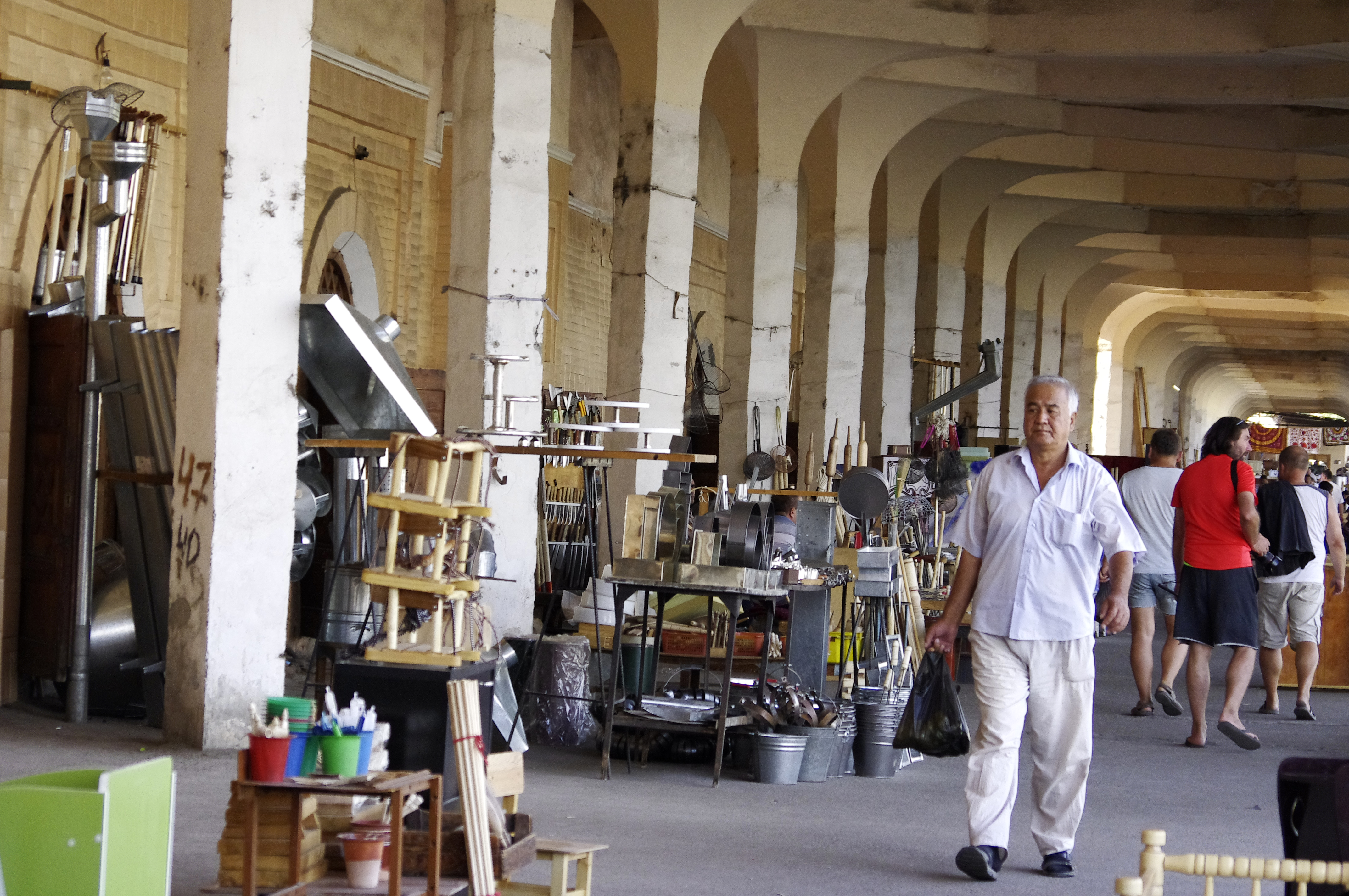

## 交通
乘塔什干地铁乌兹别克斯坦线至乔尔苏站即可达，在库克里达希经学院旁。